# Narabi-ga-oka
Narabi-ga-oka är en kulle i Antarktis. Den ligger i Östantarktis. Norge gör anspråk på området. Toppen på Narabi-ga-oka är 83 meter över havet.
Terrängen runt Narabi-ga-oka är huvudsakligen kuperad, men västerut är den platt. Havet är nära Narabi-ga-oka åt nordväst. Trakten är obefolkad. Det finns inga samhällen i närheten. 